# Matthias Nethenus

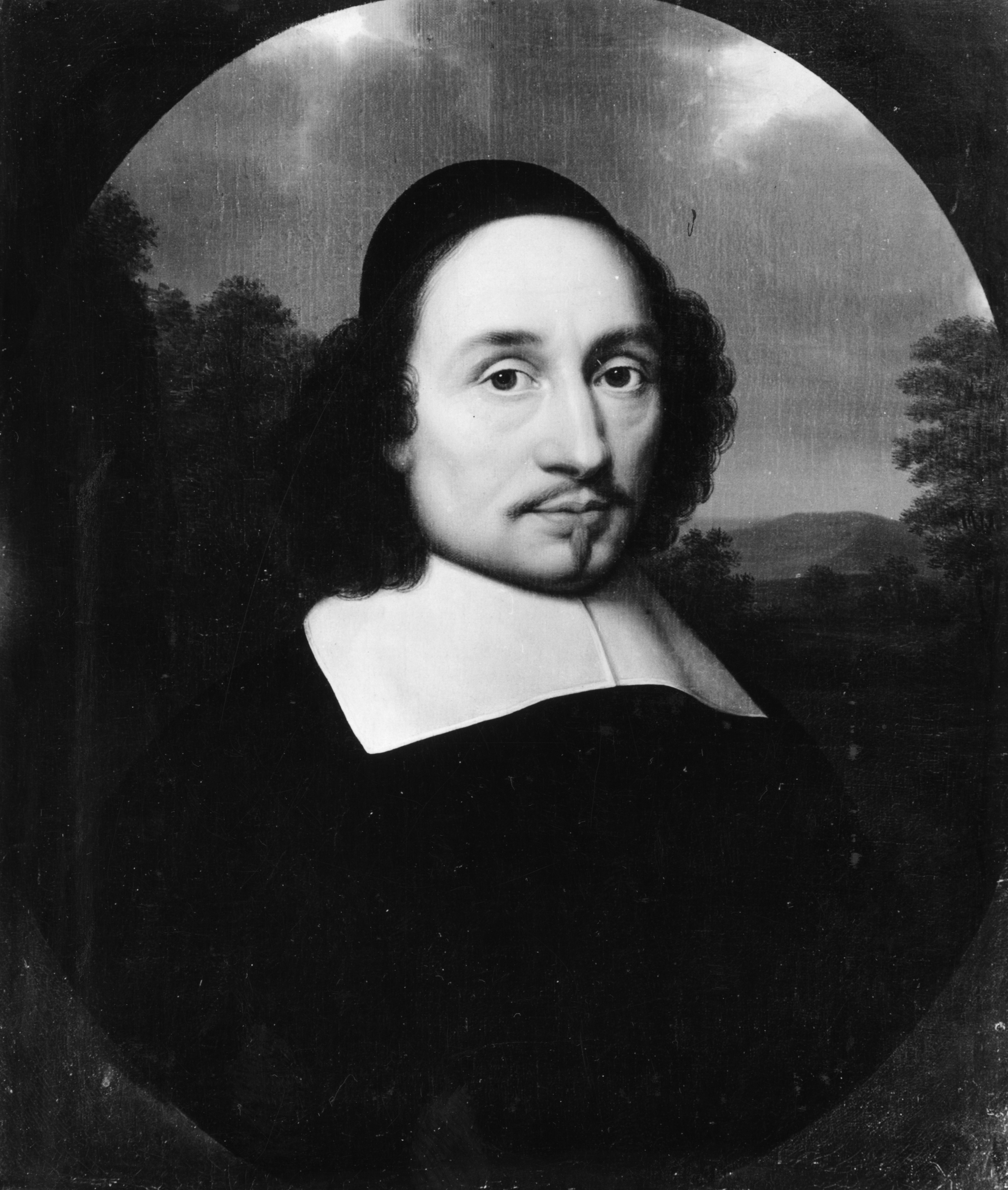
Matthias Nethenus

Matthias Nethenus (* 27. Oktober 1618 in Süchteln; † 9. Oktober 1686 in Herborn) war ein deutscher reformierter Theologe und Professor. Sein Halbbruder war der Theologe Samuel Nethenus.

## Leben
Der 1618 als Sohn eines reformierten Pastors geborene Nethenus besuchte ab 1632 das Gymnasium in Wesel und studierte 1639/40 in Harderwijk, von 1640 bis 1642 in Deventer und von 1642 bis 1644 in Utrecht Philosophie und Theologie. Ab 1646 war Nethenus als Pfarrer der reformierten Gemeinde in Kleve tätig und übernahm ab 1648 auch die Leitung der dortigen Lateinschule. 1654 wurde er als Professor der Theologie nach Utrecht berufen. Als er sich dort am bestehenden Streit über die Kapitel-Güter beteiligte und einen Kontrahenten beleidigte, wurde er am 10. April 1662 seines Amtes enthoben. Bis 1669 blieb Nethenus als Privatlehrer in Utrecht, um anschließend zur Theologischen Fakultät der Hohen Schule sowie als Pastor nach Herborn berufen zu werden. Kurz vor seinem bereits beschlossenen Wechsel an die Hohe Schule in Hanau verstarb Nethenus 1686 in Herborn.
Nethenus zählt zu den Verfechtern der Dordrechter Synode von 1618/19 sowie als entschiedener Gegner der Arminianer, dessen Wirken starken Einfluss auf den Pietismus ausübte.

## Werke (Auswahl)
- Accoordt der t'samentlicke Dienaren des Goddelicken Woordts, in de Gemeente Jesu Christi tot Utrecht (1660)
- Necessaria defensio concordiae (1661)
- Apologia ofte Klare Verdedinge (1662)
- De Interpretatione Scripturae, sive Judicium De libro Ludovici Wolzogii (1675)
- Disputatio Theologica de descensu Jesu Christi ad inferos (1676)
- Disputatio Theologica de dubitatione, quam cum Corollariis (1679);
- Christliche Leichpredigt. Über den frühzeittigen Todesfall zweyer Nassawischen Printzen, H. Georg Ludwigen und H. Friedrich Heinrichen (1682)